# Stefano Casiraghi

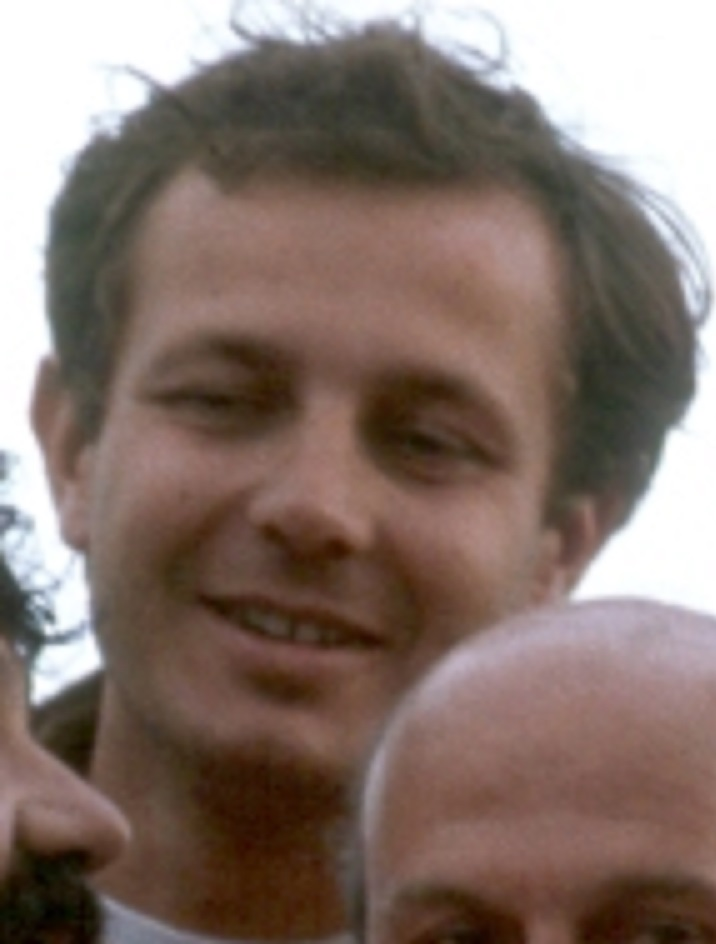
Stefano Casiraghi

Stefano Casiraghi (* 8. September 1960 in Como; † 3. Oktober 1990 in Monaco) war ein italienischer Unternehmer und Offshore-Rennbootfahrer.

## Leben
Er war von 1983 bis zu seinem Tod 1990 mit Caroline von Monaco verheiratet und hatte mit ihr drei Kinder, Andrea Albert Pierre (* 1984), Charlotte Marie Pomeline (* 1986) und Pierre Rainier Stefano (* 1987).
Casiraghi kam am 3. Oktober 1990 bei einem Unfall vor der Küste Monacos ums Leben, als er seinen Weltmeistertitel im Offshore-Rennboot verteidigen wollte. Während des Rennens herrschte starker Seegang, und das Boot kenterte. Casiraghi wurde noch lebend von Rettungsbooten aufgenommen und ins Krankenhaus von Monaco gebracht, doch starb er anschließend ebendort. Sein Copilot, Patrice Innocenti, überlebte das Unglück. Experten, die den Unfall untersuchten, sagten, dass er den Unfall höchstwahrscheinlich überlebt hätte, wenn sein Boot mit einem Sicherheitscockpit ausgerüstet gewesen wäre. Einige Wochen zuvor war er nur knapp dem Tod entgangen, als sein Boot vor der Küste Guernseys explodierte. Infolge seines Todes wurden die Sicherheitsvorschriften für Rennboote verschärft.
Casiraghi ist in der Chapelle de la Paix in Monaco begraben, in der sich auch die Ruhestätte von Pierre de Polignac befindet.